# Drepanopeziza triandrae
Drepanopeziza triandrae är en svampart som beskrevs av Rimpau 1962. Drepanopeziza triandrae ingår i släktet Drepanopeziza och familjen Dermateaceae.   Inga underarter finns listade i Catalogue of Life.